# Torre dei Grassi
La torre dei Grassi è una torre medievale di Roma, sita tra via Sant'Angelo in Pescheria, via della Tribuna di Campitelli e via del Portico d'Ottavia nel rione Sant'Angelo.

## Descrizione storica
Questa torre fu costruita in diverse fasi a partire dal Medioevo, forse nel XII secolo, addossata al Portico d'Ottavia. Essa è chiamata Fornicata, a causa della sua forma, ma anche dei Grassi, dal nome della famiglia proprietaria che la acquistò dalla famiglia Orsini nel 1369. Nel 1481 fu acquistata dall'Ospedale di Santa Maria della Consolazione.